# مگس‌گیر بوته‌ای آمازونی
مگس‌گیر بوته‌ای آمازونی یا مگس‌گیر بوته‌ای تاد (Sublegatus obscurior) گونه‌ای از پرندگان تیرهٔ ژیان‌مرغان (Tyrannidae) است.